# 夏志明
夏志明（James Stephen Gee Ha，1992年12月26日—），港英混血兒，香港足球運動員，司職前鋒，曾效力香港超級聯賽球會冠忠南區。

## 早年生活
夏志明生於英格蘭米杜士堡，父親是英屬香港人而母親是英國人。出生半個月左右，其母親就已抱着夏志明定居英屬香港，他的第一語言更是粵語，14歲前都很少說英語。
在小學時，夏志明就讀於杏花邨的救世軍韋理夫人紀念學校下午校。中學一年級及二年級時就讀於港島體育名校聖若瑟書院。2006年轉讀到聖貞德中學和南島中學，並且成為校隊主力參加香港學界足球賽事。夏志明從小學一年級到中四都在本地學校讀書。
在他幼時，由於父母忙於工作很少在家，加上弟妹年幼，於是夏志明只好在他家對面的維多利亞公園找娛樂。而他很快就結識了一班在相同社區生活的好朋友，當中包括前港超聯球員梁家希。
在15歲前夏志明沒有參與正規足球訓練，甚至不太愛看英超及西甲等主流的歐洲賽事，卻獨愛在街場跟隊
轉讀國際學校後，認識不少同學都會到港會操練，他才跟隨同學們進入職業足球路，期間夏志明完成100米短跑只需要10.8秒。
其後夏志明入選香港學界隊參加第36屆亞洲學界足球錦標賽。

## 球會生涯

### 早期
夏志明於2007年不但很快獲甲組班霸傑志青年軍挖角，而搖身一變更成為香港奧運隊球員，年紀輕輕已經常有當時頂級聯賽的上陣機會，後來轉投地區球會沙田，其後年僅16歲的他於2009年加盟四海流浪擔任甲組後備，直到2010年夏季他轉投重返甲組聯賽角逐的母會港會，並於2011年1月8日的聯賽盃8強賽事，與麥基各入一球協助港會以2–1爆冷擊敗和富大埔，歷史性首次晉身聯賽盃4強，惟最終在2月13日的聯賽盃4強加時以1–2不敵天水圍飛馬出局，縱使當時19歲的他依然是個中學生，但他全季為港會攻入12球，成為球隊的主將，名正言順地奪得當屆最佳青年球員。
其後夏志明重返傑志，同年他的體能狀況最接近一名運動員，在完成100米短跑只需要10.8秒，並在2011年4月代表董之英中學出戰地中海盃期間，憑藉出色發揮獲得於同場參賽，應屆巴拉圭甲組聯賽春季冠軍的瓜蘭尼垂青，並獲該隊副會長親自游說他加盟，最終夏志明因為言語不通及希望完成中學學業為理由婉拒，
夏志明於2011年9月到英國升讀大學後，於同年10月中開始於英冠球會伯明翰預備組參與操練1週，結果逗留兩個月後決定停學一年，同時伯明翰的香港班主楊家誠指一直有留意他在聯賽和奧運隊的表現，因此介紹他在中學畢業的夏日前往伯明翰試訓，而他在四個月期間一直跟隨該會的預備組操練，當時陣中的隊友包括現前英格蘭國家隊門將畢蘭特及英格蘭U21國家隊球員列蒙特等，而夏志明參與一場預備組賽事後，得知不會獲得合約後決定於英國停學，在同年12月返港跟隨傑志操練，表現明顯進步，獲當時球會教練甘巴爾建議，透過隊友丹尼穿針引線轉輾到西維爾C隊操練，惟因當時夏志明經驗尚淺閱讀球賽能力比較低，使他在短短半年只好返港繼續磨練，於2013年1月外借至晨曦上陣12場，並射6入球及後，再在2014年初外借至南區，上陣7場並射1入球。
到2014年8月，由於南區決定來季不會參加港超聯，使夏志明轉投港超聯球會標準流浪，而他更在季前馬來西亞集訓及熱身賽皆取得入球，隨後夏志明在2014年9月21日主場對和富大埔的聯賽，取得加盟後的首個入球，其後再於2014年10月31日以1–2不敵母會傑志的聯賽，取得首個倒戈入球而入球後，更出於尊重而沒有慶祝，惟他在2014年11月在重鋪仿真草後的九龍灣公園球場迎戰黃大仙期間，左膝嚴重受創經檢驗後證實前十字韌帶撕裂兼半月板受創，需要入院接受手術和休息9個月提早收咧。

### 重回南區
康復後，夏志明於2015年7月轉會港超聯球會冠忠南區，並於2015年10月3日以5–1大勝灝天黃大仙的高級組銀牌四強，取得加盟後的首個入球，惟他於84分鐘與對方球員廖培楓因動粗，而雙雙領紅牌，事後被判罰停賽兩場，其後再於2015年12月26日倒戈母會傑志的高級組銀牌四強梅開二度協助球隊以2–1淘汰對手歷史性殺入高級組銀牌決賽最終在決賽不敵東方無緣冠軍，< 同月夏志明獲選港超聯12月最有價值球員及球會內部選出的12月份最佳球員，其後更在2016年3月6日的聯賽後備入替，兼窄位乖巧笠過身形高大的馬其頓國腳基斯贊，助球隊作客以1–0擊敗香港飛馬，打破球隊連續六場失分的紀錄，而首季夏志明為球隊取得8個入球，成為本地首席華人射手，夏志明於翌季當選四月份最佳球員而全季共上陣26場取得12個入球兼打破自己的入球紀錄。
2019年2月17日，冠忠南區作客以4：1大勝東方龍獅，夏志明取得職業生涯首次帽子戲法。
2020/21球季，夏志明上陣19場取得13個入球。
2022年7月，夏志明約滿離南區。

## 國際賽生涯
夏志明於2011年2月23日代表香港奧運隊主場對馬爾代夫的奧運亞洲區足球預賽首圈首回合，以後備身份入替，並於83分鐘離門三十碼射入世界波取得首個國際賽入球外，更協助香港最終以4–0勝出，由於夏志明於2014年在九龍灣公園的嚴重受傷使其左膝仍不時感到痛楚，每當香港隊教練金判坤想選擇夏志明入決選名單時，特別是在6月球季完結後夏志明的膝部都感到痛楚，所以他都會向香港隊申請退隊，到2017年9月初，夏志明獲補選入表香港代表隊名單，首度晉身大港腳，代表香港主場對澳門的第73屆港澳埠際賽，最終協助香港以4–0勝出成功衛冕冠軍，直到2017年10月，24歲的夏志明首度躋身香港代表隊的決選名單出戰對老撾國家隊的友賽以及對馬來西亞國家隊的亞洲盃外圍賽，而他於10月5日主場對老撾國家隊的國際友誼賽正選登場，首度代表香港代表隊於國際A級賽亮相，結果踢足全場下，協助香港大勝4–0。
2019年11月19日，香港足球代表隊於主場香港大球場出戰「2022世界盃亞洲區外圍賽第二圈」賽事，憑著夏志明及羅拔圖上、下半場各入一球，以2：0擊敗柬埔寨，錄得首場勝仗。
2019年12月，夏志明入選香港代表隊，出戰2019年東亞足球錦標賽決賽週。

## 球場以外

### 家庭生活
由於夏志明在就讀南島中學期間，其朋友圈有很多與他的名字相同的人，所以他因速度奇快而獲得「子彈」的綽號。除足球外他亦是南島中學欖球校隊成員，於2011年協助學校擊敗其他國際學校贏得校際欖球賽冠軍，同時在南島中學認識其女朋友唐嘉俐Alison Thomas。而唐嘉俐受男朋友影響，於2010年加入南島中學女子足球校隊更助校隊勇奪中學校際女子足球賽季軍，到中學畢業後到英國升讀大學修讀電影製作系。夏志明的母親和弟弟現居澳洲。

### 個人生活
夏志明自少已培養出對攝影的興趣，在成為職業足球員後曾一度將電影夢攔置，在2014年的重傷期間，令他機會擔當曾任《天煞-地球反擊戰》監製的導演Dean Devlin的助手。
夏志明與其女友開辦Scene 852製作公司。成立後，公司曾為Sónar音樂及藝術節和斯巴達障礙賽等多個大型活動及國際品牌製作廣告。
夏志明在2017年起於香港理工大學修讀語言、文化及傳意廣泛學科，後來因休息時間不夠，沒有繼續讀書。
夏志明曾在Nowsports擔任足球評述員。
夏志明與許賢是好朋友，在香港大球場訪問中提到。
2022年7月，夏志明與女友移居英國倫敦。

## 國際賽事紀錄
- 僅列出國際A級比賽

| 上陣次數 | 時間           | 地點                    | 對手   | 比數 | 賽事性質                 | 入球(累計) |
| -------- | -------------- | ----------------------- | ------ | ---- | ------------------------ | ---------- |
| 1        | 2017年10月5日  | 香港 旺角大球場         |        | 4–0  | 國際友誼賽               | 0 (0)      |
| 2        | 2017年11月9日  | 香港 旺角大球場         | 巴林   | 0–2  | 國際友誼賽               | 0 (0)      |
| 3        | 2017年11月14日 | 香港 香港大球場         | 黎巴嫩 | 0–1  | 2019年亞洲盃外圍賽第三輪 | 0 (0)      |
| 4        | 2019年9月5日   | 柬埔寨 奧林匹克體育場   | 柬埔寨 | 1–1  | 2022年世界盃亞洲區外圍賽 | 0 (0)      |
| 5        | 2019年9月10日  | 香港 香港大球場         | 伊朗   | 0–2  | 2022年世界盃亞洲區外圍賽 | 0 (0)      |
| 6        | 2019年11月19日 | 香港 香港大球場         | 柬埔寨 | 2–0  | 2022年世界盃亞洲區外圍賽 | 1 (1)      |
| 7        | 2019年12月11日 | 南韓 釜山亞運會主競技場 |        | 0–2  | 2019年東亞足球錦標賽     | 0 (1)      |
| 8        | 2019年12月18日 | 南韓 釜山亞運會主競技場 | 中國   | 0–2  | 2019年東亞足球錦標賽     | 0 (1)      |
| 9        | 2021年6月3日   | 巴林 穆哈拉格體育場     | 伊朗   | 1–3  | 2022年世界盃亞洲區外圍賽 | 0 (1)      |
| 10       | 2021年6月11日  | 巴林 穆哈拉格體育場     | 伊拉克 | 0–1  | 2022年世界盃亞洲區外圍賽 | 0 (1)      |
| 11       | 2021年6月15日  | 巴林 巴林國家體育場     | 巴林   | 0–4  | 2022年世界盃亞洲區外圍賽 | 0 (1)      |

## 榮譽
香港代表隊
- 省港盃冠軍（2013年）
- 港澳埠際賽冠軍（2012、2016、2017年）

個人
- 香港足球明星選舉 最佳青年球員（2010–11季度）
- 香港超級聯賽 12月最有價值球員（2015–16季度）
- 香港足球明星選舉 明星十一人（2018–19季度）

## 外部連結
- 香港足球總會網頁球員註冊資料 （页面存档备份，存于）